# Horní Sytová (przystanek kolejowy)
Horní Sytová – przystanek kolejowy w miejscowości Horní Sytová, w kraju libereckim, w Czechach. Znajduje się na wysokości 390 m n.p.m.
Jest zarządzany przez Správę železnic. Na przystanku nie ma możliwości zakupu biletów, a obsługa podróżnych odbywa się w pociągu.

## Linie kolejowe
- 042 Martinice v Krkonoších - Rokytnice nad Jizerou